# Vera Komisova
Vera Jakovljevna Komisova (dekliški priimek Nikitina: rusko Вера Яковлевна Комисова - Никитина), ruska atletinja * 11. junij 1953, Leningrad, Sovjetska zveza.
Nastopila je na poletnih olimpijskih igrah leta 1980, kjer je osvojila naslov olimpijske prvakinje v teku na 100 m z ovirami in srebrno medaljo v štafeti 4x100 m. 